# Ariarates VIII Epifanes
Ariarates VIII Epifanes (gr. Ἀριαράθης, Ariaráthēs) (zm. ok. 97 p.n.e.) – król Kapadocji w latach 101-ok. 97 p.n.e. Drugi syn króla Kapadocji Ariaratesa VI Epifanesa Filopatora i królowej Laodiki, córki Mitrydatesa V Euergetesa, króla Pontu.
Król Pontu Mitrydates VI Eupator Dionizos zabijając króla i siostrzeńca Ariaratesa VII Filometora, zdobył Kapadocję. Zagarnięte królestwo dał swemu ośmioletniemu synowi Ariaratesowi IX, a Gordiosa, arystokratę kapadockiego, uczynił jego zarządcą (Justynus, Epitoma, ks. XXXVIII, rozdz. 1). Mieszkańcy Kapadocji będąc niezadowoleni z rządów pontyjskich namiestników zbuntowali się przeciwko królowi Pontu Mitrydatesowi. Wezwali z Azji młodszego brata zamordowanego Ariaratesa VII do ojczyzny, który także miał na imię Ariarates (XXXVIII 2).  Wychowywał się zapewne u króla i ojczyma Nikomedesa III Euergetesa w Bitynii.
Król Pontu Mitrydates VI postanowił się z nim rozprawić. Zwyciężając Ariaratesa w walce, usunął go z Kapadocji. Wkrótce młodzieniec nabawił się choroby ze zgryzoty i zmarł (XXXVIII 2). Na nim wygasła dynastia Ariaratesa. Zmarł bezpotomnie w młodym wieku, tak jak starszy brat. Po usunięciu Ariaratesa VIII Mitrydates przywrócił tron swojemu synowi Ariaratesowi IX Eusebesowi Filopatorowi.
Nikomedes III Euergetes, obawiając się najazdu króla Pontu na Bitynię, postanowił wysłać do Rzymu chłopca, jako trzeciego syna Ariaratesa. Wysłał go ze swoją żoną Laodiką, wdową po Ariaratesie i rzekomą matką chłopca. W senacie rzymskim mieli się ubiegać o tron Kapadocji. Mitrydates dowiadując się o ich poselstwie, wysłał Gordiosa do Rzymu, by z równym bezwstydem, powiedział, że chłopiec rządzący Kapadocją jest prawdziwym synem Ariaratesa. Rzymianie nie dali się nabrać na te machinacje. Postanowili odebrać Kapadocję Mitydatesowi oraz Paflagonię Nikomedesowi. Obdarzyli te krainy wolnością, ale mieszkańcy Kapadocji odrzucili te propozycje. Rzymianie, więc dali im Ariobarzanesa na króla (XXXVIII 2).